# Howard Jacobson
Howard Jacobson (Manchester, 24 agosto 1942) è uno scrittore, romanziere e umorista britannico, conosciuto specialmente nei paesi anglofoni come saggista, giornalista e conduttore televisivo, particolarmente noto per lo stile umoristico e la vena comica dei suoi romanzi, che hanno spesso come soggetto storie di ebrei inglesi.
Jacobson è autore di dieci romanzi e di quattro raccolte di saggi e articoli. È editorialista del quotidiano The Independent. Kalooki Nights, il suo primo libro tradotto in italiano (Kalooki Nights, Cargo, 2008) ha vinto il Premio Jewish Quarterly-Wingate del 2007.

## Opere e riconoscimenti
È stato insignito di alcuni premi per l'opera The Mighty Walzer; per il lavoro pubblicato gli venne riconosciuto il Jewish Quarterly Literary Prize for Fiction e il Bollinger Everyman Wodehouse. In questo romanzo vengono raccontate le gesta e i sacrifici della comunità ebraica di Manchester. L'opera è ambientata nella metà del XX secolo.
Il romanzo di Jacobson, L'enigma di Finkler (The Finkler Question), pubblicato nel 2010, ha vinto il Man Booker Prize.

## Pubblicazioni

### Narrativa
- Coming From Behind, Chatto & Windus, 1983
- Peeping Tom, Chatto & Windus, 1984
- Redback, Bantam, 1986
- The Very Model of a Man, Viking, 1992
- No More Mister Nice Guy, Cape, 1998
- L'imbattibile Walzer (The Mighty Walzer, Cape, 1999 – vincitore del Bollinger Everyman Wodehouse Prize 1999), tr. it. a cura di Milena Zemira Ciccimarra, Cargo, Napoli 2009.
- Who's Sorry Now, Cape, 2002
- The Making of Henry, Cape, 2004
- Kalooki Nights (Cape, 2006), tr. it. a cura di Milena Zemira Ciccimarra, Cargo, Napoli 2008.
- Un amore perfetto (The Act of Love, Cape, 2008), tr. it. a cura di Milena Zemira Ciccimarra, Cargo, Napoli 2010.
- L'enigma di Finkler (The Finkler Question, Bloomsbury, 2010 – vincitore del Man Booker Prize), tr. it. a cura di Milena Zemira Ciccimarra, Cargo, Napoli 2011.
- Prendete mia suocera (Zoo Time, Bloomsbury, 2012 – vincitore del Bollinger Everyman Wodehouse Prize 2013), tr. it a cura di M. Zemira Ciccimarra, Bompiani, 2014.[3]
- G (J), Bloomsbury, 2014 (finalista del Man Booker Prize 2014)[2]
- Shylock Is My Name: a novel, Hogarth 2016
- Pussy: a novel, Cape, April 13, 2017
- Live a Little, Cape, 2019[4]

### Saggistica
- Shakespeare's Magnanimity: Four Tragic Heroes, Their Friends and Families (coautore con Wilbur Sanders), Chatto & Windus, 1978
- In the Land of Oz, Hamish Hamilton, 1987
- Roots Schmoots: Journeys Among Jews, Viking, 1993
- Seriously Funny: From the Ridiculous to the Sublime, Viking, 1997
- Whatever It Is, I Don't Like It, Bloomsbury, 2011
- The Dog's Last Walk: (and Other Pieces), Bloomsbury, 2017
- Mother's Boy: A Writer's Beginnings, Jonathan Cape, 2022